# Rio Grohaş
O Rio Grohaş é um rio da Romênia, afluente do Ampoi, localizado no distrito de Alba.